# Tim Krul
Timothy Michael "Tim" Krul (nascut el 3 d'abril de 1988) és un futbolista neerlandès que juga com a porter al club anglès Luton Town FC i a la selecció neerlandesa.

## Biografia
El 13 de maig de 2014 va ser inclòs per l'entrenador de la selecció dels Països Baixos, Louis Van Gaal, a la llista preliminar de 30 jugadors per a representar aquest país a la Copa del Món de Futbol de 2014 al Brasil. Finalment va ser confirmat en la nòmina definitiva de 23 jugadors el 31 de maig. En aquest Mundial va debutar en el partit de quarts de final contra Costa Rica, quan l'entrenador Louis Van Gaal li va donar entrada en el temps afegit de la pròrroga, per tal que fos el porter a la tanda de penals, cosa que va ser un èxit, ja que en va aturar dos, i va donar així el pas a la seva selecció a les semifinals del torneig.